# 五十嵐明 (俳優)
五十嵐 明（いがらし あきら、1969年11月27日 - ）は、日本の男性俳優、声優。埼玉県出身。

## 来歴
埼玉栄高等学校卒業。青年座研究所16期を経て1992年4月1日から劇団青年座所属。

## 人物
趣味はご褒美に美味しいものを食べること。

## 出演

### テレビドラマ
- 相棒 Season 10（連絡係）
- 篝警部補の事件簿III
- 家政婦は見た!
- 仮面ライダーBLACK RX（運転手）
- 銀狼怪奇ファイル（教師）
- 刑事一代 平塚八兵衛の昭和事件史
- 慶次郎縁側日記（駒次郎）
- 古代少女隊ドグーンV（ヤクザ）
- スーパー戦隊シリーズ
  - 光戦隊マスクマン
  - 超獣戦隊ライブマン
  - 高速戦隊ターボレンジャー
- 大河ドラマ
  - 徳川慶喜（水戸藩士）
  - 葵 徳川三代（堀直寄）
- 電光超人グリッドマン（カメラマン）
- 水戸黄門（権六）

### 映画
- リング0 バースデイ（2000年）

### Vシネマ
- 首領への道

### テレビアニメ
- こちら葛飾区亀有公園前派出所（1996年、車の男、青年、男、アナウンサー、豚平〈初代〉）
- サラリーマン金太郎（2001年、大下、組員）
- 太陽の黙示録（2006年、陳春）
- 名探偵コナン（2010年 - 2021年、益子士郎、藤木弘一、大村光輔）

### OVA
- 銀河英雄伝説外伝 叛乱者（2000年、シュミット）

### ゲーム
- ファイナルファンタジーVII リメイク インターグレード（2021年、ジージェ[3]）
- ファイナルファンタジーVII リバース（2024年）

### 吹き替え

#### 担当俳優
ドミニク・モナハン
- スター・ウォーズ/スカイウォーカーの夜明け（ボーモント・キン）
- CHUCK/チャック シーズン2 #12（タイラー・マーティン）
- Mute/ミュート（オズワルド）
- LOST（チャーリー・ペース）

#### 映画
- アウト・オブ・タイム（マクナブ）※テレビ東京版
- ヴェロシティ・ラン
- オン・ザ・カム・アップ
- コーチ・カーター（ジャロン・“ワーム”・ウィリス〈アントウォン・タナー〉）
- JSA（ナム・ソンシク〈キム・テウ〉）※ソフト版
- シルミド（チャンソク〈カン・ソンジン〉）※テレビ朝日版
- スター・ウォーズ/スカイウォーカーの夜明け
- バリスティック（A・J・ロス〈レイ・パーク〉）※テレビ朝日版
- ライズ・オブ・ミュータント・タートルズ: THE MOVIE

#### ドラマ
- ER緊急救命室
  - シーズン9 #11（チップ）
  - シーズン14 #14（ジョーダン〈ウィリアム・リー・スコット〉）
- キャッスルロック:ミザリー 〜殺人へのシナリオ〜（アブディ〈バーカッド・アブディ〉[7]）
- 宮廷女官チャングムの誓い（チョンホの副官）

### ラジオ
- ゴールデンアワー
- 青春アドベンチャー
  - 『移動都市』
  - 『砂漠の歌姫』
- NISSAN あ、安部礼司〜BEYOND THE AVERAGE（ナレーター、飲食店の店員役 他）

### 舞台
- 見よ、飛行機の高く飛べるを
- 諸国を遍歴する二人の騎士の物語[8]
- 穏やかな人と機[9]